# 英联邦秘书处
大英國協秘書處（英語：Commonwealth Secretariat）是大英國協主要的政府間機關與中央機關。大英國協秘書處負責促進大英國協內各個成員國之間的合作，並組織大英國協的各種會議，包括大英國協政府首腦會議(CHOGM)，協助大英國協內各個成員國執行大英國協的政策和決定。
大英國協秘書處是聯合國大會的觀察員。

## 历史
大英國協秘書處於1965年成立，其接替了大英國協關係大臣的職能。

## 秘書長
秘書長是大英國協秘書處的負責人兼首腦，負責公開代表大英國協。大英國協秘書處所有工作人員均向秘書長負責，秘書長還負責支出秘書處之預算。秘書長由大英國協政府首腦會議選舉產生，任期四年。大英國協秘書處現任秘書長是多米尼克的帕特里夏·史考蘭德。秘書長由三名副秘書長協助。

## 總部
大英國協秘書處的總部設立於英國首都倫敦的馬爾博羅大樓，由當時的大英國協元首英國女王伊莉莎白二世贈予。 